# Sojuz TMA-03M
Sojuz TMA-03M è stato un volo astronautico verso la Stazione Spaziale Internazionale (ISS) e parte del programma Sojuz.

## Equipaggio
| Ruolo               | Equipaggio                                           | Equipaggio                                           |
| ------------------- | ---------------------------------------------------- | ---------------------------------------------------- |
| Comandante          | Oleg Kononenko, Roscosmos Expedition 30 Secondo volo | Oleg Kononenko, Roscosmos Expedition 30 Secondo volo |
| Ingegnere di volo 1 | André Kuipers, ESA Expedition 30 Secondo volo        | André Kuipers, ESA Expedition 30 Secondo volo        |
| Ingegnere di volo 2 | Donald Pettit, NASA Expedition 30 Terzo volo         | Donald Pettit, NASA Expedition 30 Terzo volo         |

### Equipaggio di riserva
| Ruolo               | Equipaggio                  | Equipaggio                  |
| ------------------- | --------------------------- | --------------------------- |
| Comandante          | Jurij Malenčenko, Roscosmos | Jurij Malenčenko, Roscosmos |
| Ingegnere di volo 1 | Sunita Williams, NASA       | Sunita Williams, NASA       |
| Ingegnere di volo 2 | Akihiko Hoshide, JAXA       | Akihiko Hoshide, JAXA       |